# Priotelus
Priotelus es un género de aves de la familia Trogonidae, de distribución neotropical.
El género fue definido por el zoólogo inglés George Robert Gray en 1840 en su libro Genera of Birds.
Contiene las siguientes especies:
- Tocororo, tocoloro o guatiní, Priotelus temnurus, de Cuba
- Surucuá dominicano, Priotelus roseigaster, de la Española

- Wikimedia Commons alberga una categoría multimedia sobre Priotelus.

- Datos: Q671643
- Multimedia: Priotelus / Q671643
- Especies: Priotelus